# Challenger DCNS de Cherbourg 2005
Il Challenger DCNS de Cherbourg 2005 è stato un torneo di tennis facente parte della categoria ATP Challenger Series nell'ambito dell'ATP Challenger Series 2005. Il torneo si è giocato a Cherbourg in Francia dal 21 al 27 febbraio 2005 su campi in cemento indoor.

## Vincitori

### Singolare
Rik De Voest ha battuto in finale  Nicolas Mahut con il punteggio di 7–5, 6–2

### Doppio
Sanchai Ratiwatana /  Sonchat Ratiwatana hanno battuto in finale  Jean-Christophe Faurel /  Nicolas Renavand con il punteggio di 6–3, 6–2